# Haakon VII
Haakon VII (Carl af Glücksborg), né le 3 août 1872 au palais de Charlottenlund et mort le 21 septembre 1957 au palais royal d’Oslo, est un prince de Danemark issu de la maison d’Oldenbourg, élu roi de Norvège à la suite de la dissolution de l’union entre la Suède et la Norvège en 1905. Son règne de plus de 51 ans est le deuxième plus long de l'histoire norvégienne.

## Famille
Haakon VII est le deuxième fils du roi Frédéric VIII de Danemark (1843-1912), lui-même le fils du roi Christian IX de Danemark, surnommé le « beau-père de l'Europe », et de son épouse la princesse Louise de Suède (1851-1926), elle-même fille du roi Charles XV de Suède et de Norvège (1826-1872) et de son épouse la princesse Louise des Pays-Bas (1828-1871).

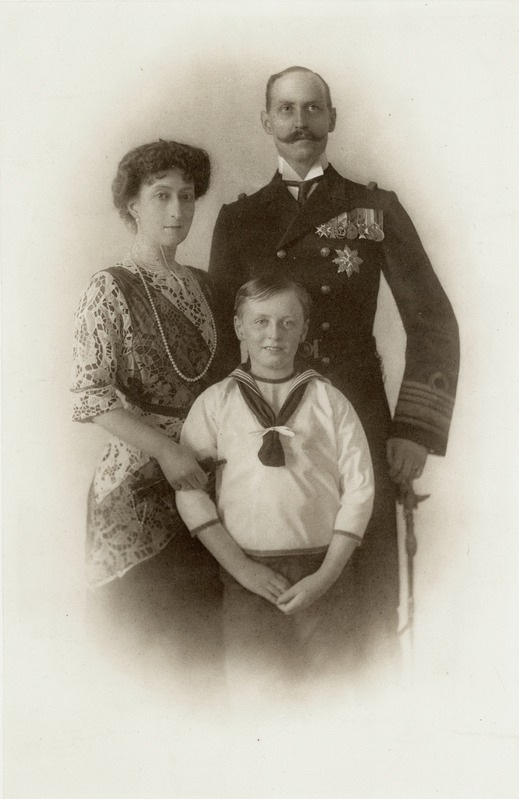
Le roi Haakon VII avec son épouse la reine Maud et leur fils, le prince héritier Olav vers 1910.

Si son grand-père a été surnommé le beau-père, lui-même aurait pu être appelé le cousin de l'Europe. Il est donc le neveu de nombreux monarques et prétendants européens : de la reine Alexandra de Danemark (1844-1925), épouse du roi Édouard VII du Royaume-Uni, de Guillaume, devenu roi de Grèce sous le nom de Georges Ier (1845-1913), de la tsarine Dagmar de Danemark (1847-1928), épouse de l'empereur russe Alexandre III, et de la princesse royale Thyra de Hanovre (1853-1933).
Le 22 juillet 1896, il épouse à Londres sa cousine la princesse Maud de Galles (1869-1938), fille du roi Édouard VII du Royaume-Uni (1841-1910), et de son épouse la princesse Alexandra de Danemark (1844-1925).
Un seul fils naît de cette union :
- Olav V (1903-1991), qui lui succède et épouse en 1929 la princesse Märtha de Suède et en a trois enfants.

## Biographie

### Premières années

#### Naissance et famille

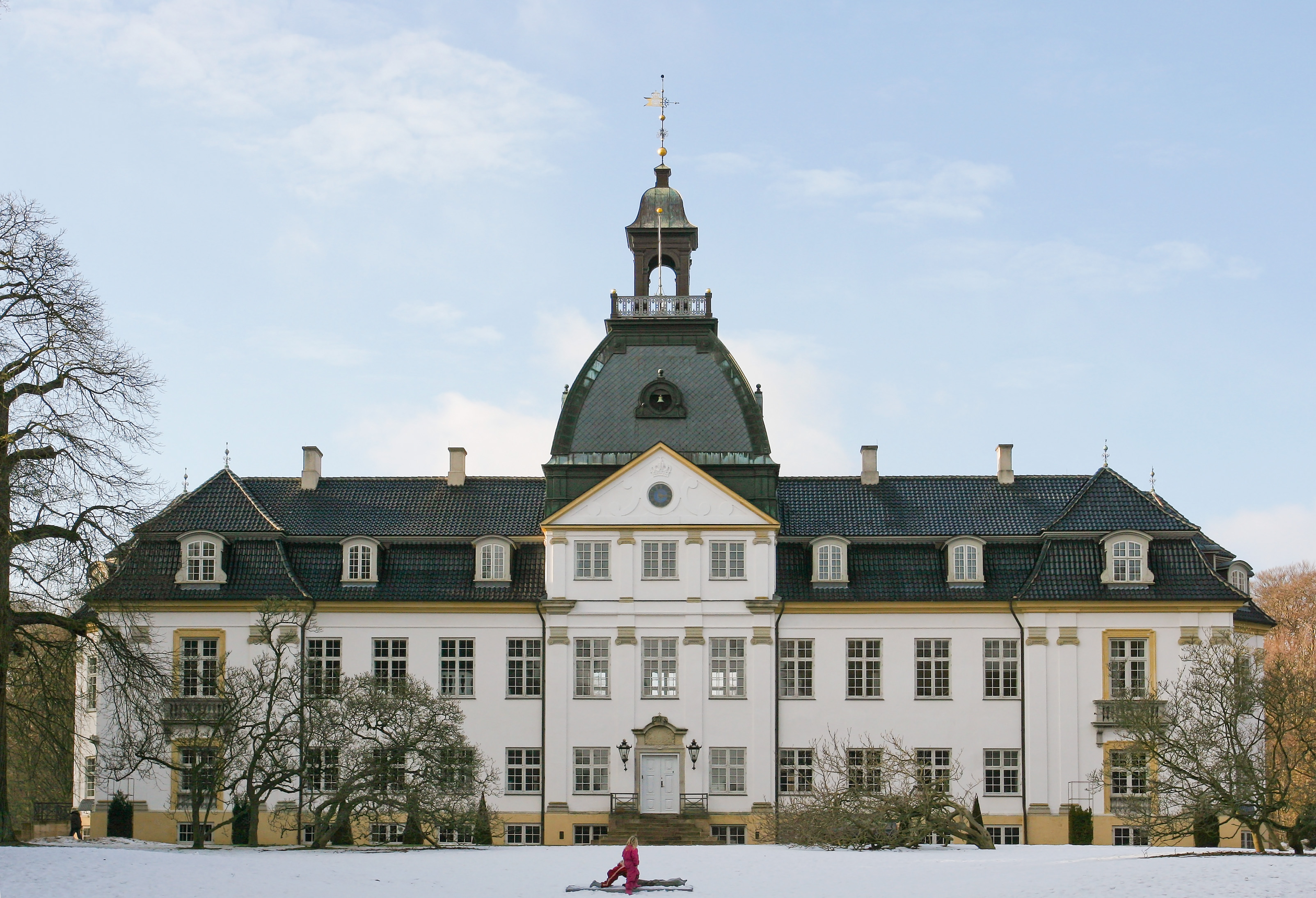
Le palais de Charlottenlund en 2006.

Le prince Charles de Danemark voit le jour le 3 août 1872 à la résidence d'été de ses parents, le palais de Charlottenlund, située sur les rives du détroit Øresund à dix kilomètres au nord de Copenhague sur l'île de Seeland au Danemark. Il est le deuxième enfant du prince Frédéric, prince héritier du royaume de Danemark, et de son épouse la princesse Louise de Suède. Son père était le fils aîné du roi Christian IX de Danemark, et de son épouse, la princesse Louise de Hesse-Kassel, et sa mère était la fille unique du roi Charles XV de Suède et de Norvège, et de son épouse, la princesse Louise des Pays-Bas.
Le jeune prince est baptisé le 7 septembre 1872 au palais de Charlottenlund par l'évêque de Seeland, Hans Lassen Martensen, avec le nom de baptême Christian Frederik Carl Georg Valdemar Axel, mais il est connu sous le nom de Prince Carl. En tant que petit-fils d'un monarque danois dans la lignée masculine et que fils d'un prince héritier danois, il porte dès sa naissance le titre de prince de Danemark avec la qualification d'altesse royale. Lorsqu'il voit le jour, le prince Charles est troisième dans l'ordre de succession au trône de Danemark, après son père et son frère aîné, mais sans véritable perspective de succession au trône danois.

#### Enfance et jeunesse

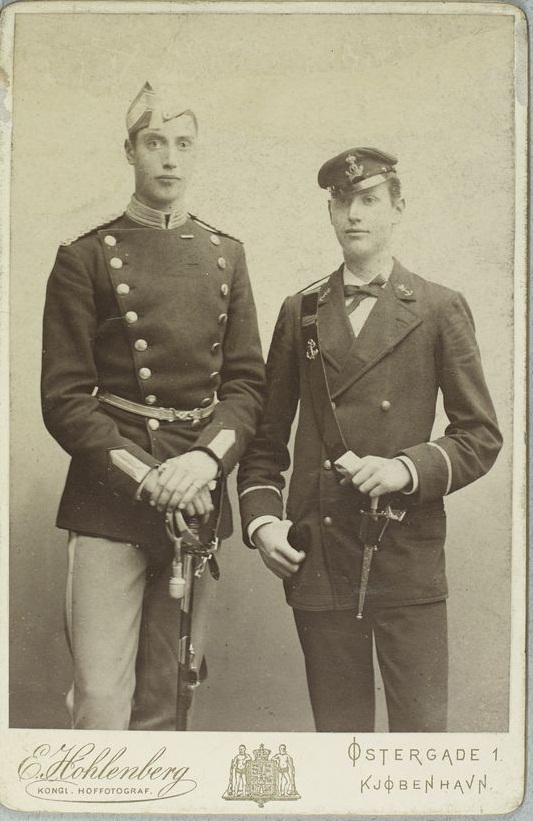
Le prince Charles avec son frère le prince Christian (le futur roi Christian X de Danemark) en 1887.

Le prince Carl a un frère aîné, le prince Christian (le futur roi Christian X de Danemark) et six frères et sœurs plus jeunes. L'enfant grandit aux côtés de ses parents et ses frères et sœurs à la résidence de ses parents, le palais Frédéric VIII, situé au palais d’Amalienborg, résidence principale de la famille royale de Danemark dans le quartier de Frederiksstaden au centre de Copenhague, et à leur résidence d'été, le palais de Charlottenlund au nord de la ville. Contrairement à la pratique habituelle de l'époque, où les enfants royaux étaient élevés par des gouvernantes, les enfants étaient élevés par la princesse héritière Louise elle-même. Le prince Charles et ses frères et sœurs ont reçu une éducation privée à dominance chrétienne, caractérisée par la sévérité, l'accomplissement des devoirs, les soins et l'ordre.
Le prince Charles avait moins de deux ans de moins que son frère le prince Christian, et les deux princes ont eu une confirmation commune à la chapelle du palais de Christiansborg en 1887. En tant que fils cadet de la famille royale, on s'attend à ce qu'il fasse une carrière militaire. Il suit donc une formation d'officier de marine à l'école d'officier de marine de Copenhague de 1889 à 1893. Par la suite, il intègre la Marine royale danoise à partir de 1893. Durant cette période, il participe à plusieurs expéditions navales, notamment avec le croiseur Heimdal dans la Méditerranée et l'Atlantique en 1904-1905. Il est nommé amiral en 1905.

#### Mariage

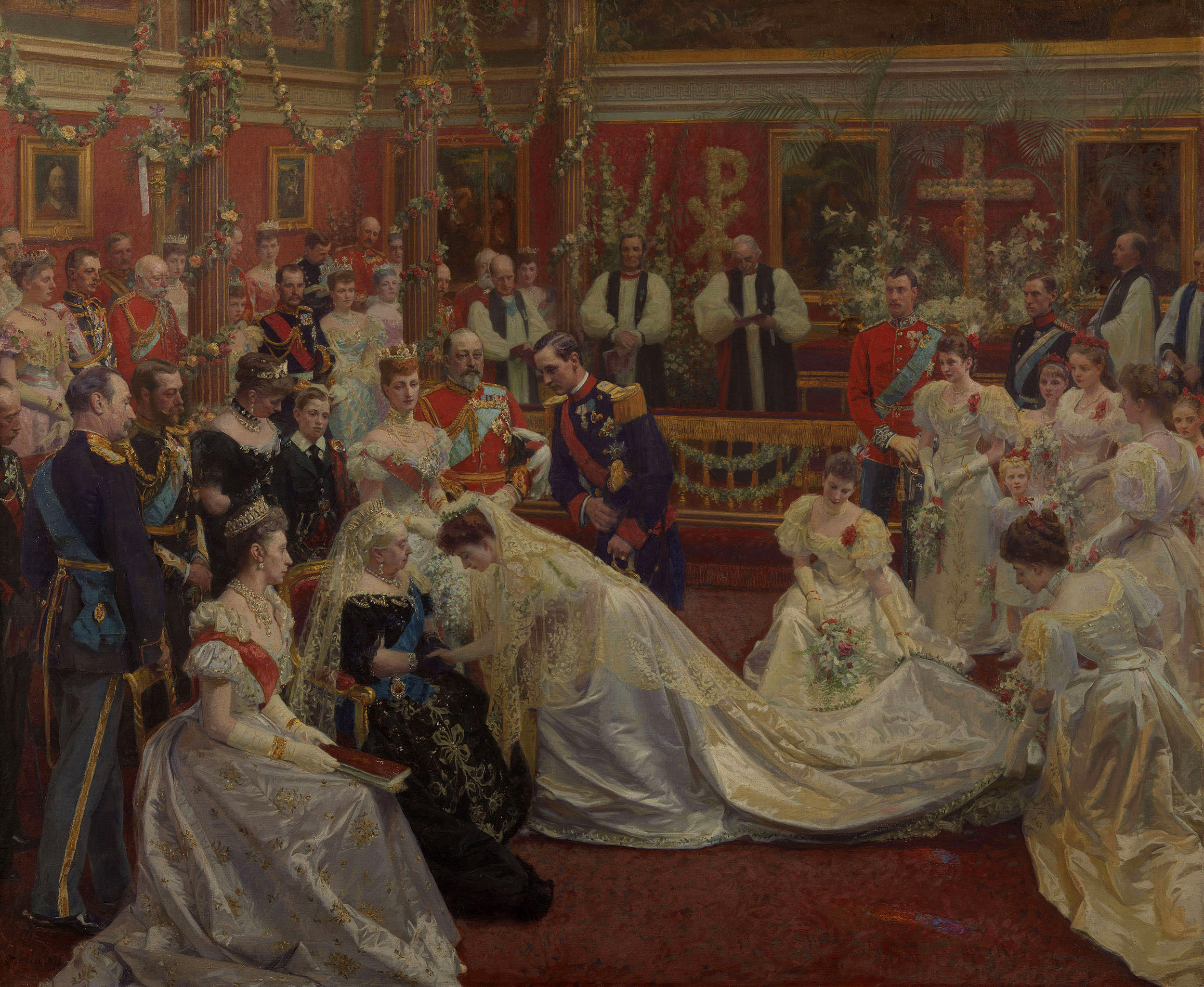
Mariage du prince Charles et la princesse Maud de Galles.

Le 28 octobre 1895, le prince Carl se fiance à l'âge de 23 ans avec sa cousine germaine, la princesse Maud de Galles, de trois ans son aînée. Le père de la princesse Maud, le prince de Galles, était le fils de la reine Victoria et du prince consort Albert. Sa mère, la princesse de Galles, était la sœur du père du prince Charles. Le prince et son épouse étaient aussi cousins germains du tsar Nicolas II de Russie. Le mariage se déroule le 22 juillet 1896 dans la chapelle privée du palais de Buckingham à Londres en présence de la grand-mère de la mariée, la reine Victoria, âgée de 77 ans.
Après leur mariage, le couple s'installe à Copenhague, où le prince Carl poursuit sa carrière d'officier de marine. Là, ils s'installent au palais Bernstorff, situé tout à côté du palais d’Amalienborg. De plus, le prince de Galles leur offre Appleton House près du Sandringham House en Norfolk comme maison de campagne pour les fréquentes visites de sa fille en Angleterre. C'est là que l'enfant unique du couple, le prince Alexander Edward Christian Frederik, futur roi Olav V, est né le 2 juillet 1903 lors d'un séjour de sa mère en Angleterre.

### Débuts du règne

#### Accession au trône
Après plusieurs années de désaccords sur divers sujets, l'union entre la Suède et la Norvège, en vigueur depuis 1814, est dissoute en juin 1905. L'union est d'abord dissoute unilatéralement par le parlement norvégien — le Storting — le 7 juin, et confirmée par le peuple norvégien lors du référendum sur la dissolution de l'union avec la Suède qui se tient le 13 août. Après plusieurs semaines de négociations, la Suède reconnaît l'indépendance de la Norvège le 23 septembre par le traité de Karlstad, négocié par les puissances européennes, dont les dispositions incluent la reconnaissance de la souveraineté de la Norvège et l'abdication du roi suédois Oscar II du trône norvégien. Un mois plus tard, l'union est officiellement dissoute lorsque le 26 octobre le roi Oscar II signe les documents reconnaissant l’indépendance de la Norvège et abdique du trône norvégien plus tard le même jour.
Après la dissolution, un comité du gouvernement norvégien propose plusieurs membres de familles royales européennes comme candidats au trône vacant de Norvège. Peu à peu, le prince Charles devient le candidat privilégié : il a un fils, qui pourrait lui succéder, et son épouse appartient à la famille royale britannique, ce qui est avantageux pour la Norvège nouvellement indépendante.

#### Renforcement de la monarchie
En novembre 1905, un référendum confirme que 79 % des électeurs norvégiens sont favorables à une monarchie, les autres penchant pour une république. Le prince Charles se voit officiellement offrir le trône de Norvège par le Storting (Parlement norvégien) le 18 novembre. Après l'approbation de son grand-père le roi Christian IX à cette proposition, il devient roi de Norvège sous le nom d'Haakon VII. Il est couronné le 22 juin 1906 dans la cathédrale de Nidaros, à Trondheim.

#### Rencontre de Malmö

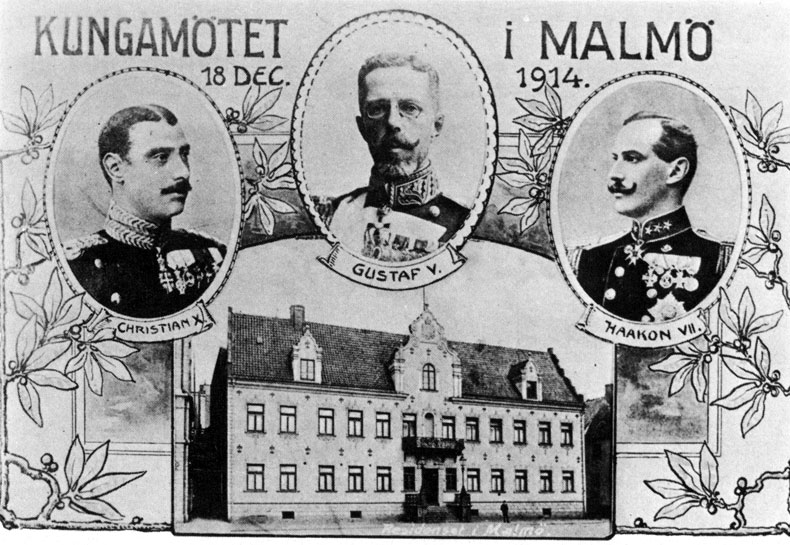
Rencontre des trois rois scandinaves à Malmö (1914).

Le 18 décembre 1914, il rencontre à Malmö les rois Gustave V de Suède et Christian X de Danemark afin de définir une politique commune de neutralité face à l'Europe en guerre.
Il perd son épouse le 20 novembre 1938.

### Seconde Guerre mondiale
La Norvège est envahie par les troupes navales et aériennes allemandes le 9 avril 1940. Fort de l'expérience de 35 années de règne, le souverain âgé de 68 ans refuse de se soumettre aux volontés des envahisseurs, qui lui demandaient de prendre pour ministre d'État un nazi, de sorte que la Norvège aurait été aux ordres du Troisième Reich. Le 7 juin, il est évacué par les forces britanniques et emmené à Londres, pour former un gouvernement en exil. Il est sommé d’abdiquer le 27 juin, sans quoi tous les jeunes Norvégiens en âge de combattre seraient envoyés en camp de concentration, mais il décline l’ultimatum.
Pendant toute la Seconde Guerre mondiale, il demeure ainsi un symbole de la résistance contre l’occupation allemande, si bien que les résistants norvégiens font du monogramme H7 le symbole de leur cause, de leur solidarité et de leur fidélité envers leur roi exilé. Il vit une grande partie de son exil à Wormit en Écosse.

### Dernières années et mort
En juillet 1955, Haakon VII est victime d'une fracture du col du fémur causé par une chute dans sa salle de bains. Cet accident provoque d’autres complications, ce qui le force à rester dans un fauteuil roulant. Dépressif, le roi perd tout intérêt pour ce qui se passe dans son pays. Après plus de 51 ans de règne, il meurt le 21 septembre 1957 à Oslo à l'âge de 85 ans. Son fils et héritier âgé de 54 ans lui succède et devient le roi Olav V.

## Titulature
- 1872-1905 : Son Altesse Royale le prince Carl de Danemark ;
- 1905-1957 : Sa Majesté le roi de Norvège.

Armoiries du prince Charles de Danemark de 1872 à 1905.
Monogramme d'Haakon VII.

## Dans la culture populaire
Le film Ultimatum de Erik Poppe sorti en 2016 relate les choix politiques du roi au cours de l'invasion de 1940. Son rôle est joué par l'acteur danois Jesper Christensen.
Dans la série Atlantic Crossing de Alexander Eik (en) sortie en 2020, son rôle est interprété par l'acteur danois Søren Pilmark.